# 哈通里特山
13°06′08″S 74°44′00″W / 13.10222°S 74.73333°W
哈通里特山（Hatun Rit'i），是秘魯的山峰，位於該國中南部萬卡韋利卡大區，由安拉賴斯省的利爾凱區負責管轄，屬於安地斯山脈的一部分，海拔高度4,800米。